# 銀河寶貝點子王
《銀河寶貝點子王》（英文：Creative Galaxy）是一部美國／加拿大的兒童動畫影集，於2013年4月19日在亞馬遜影片上映。
2015年2月，《銀河寶貝點子王》宣布将更新第二季。2016年9月16日，该片第二季开播。2018年11月20日，制片方宣布该片将会推出假期特别节目。

## 外部連結
- Creative Galaxy on Amazon Prime Video （页面存档备份，存于）
- 互联网电影数据库（IMDb）上《銀河寶貝點子王》的资料（英文）